# NGC 6598
NGC 6598 é uma galáxia espiral (S/P) localizada na direcção da constelação de Draco. Possui uma declinação de +69° 04' 07" e uma ascensão recta de 18 horas, 08 minutos e 55,7 segundos.
A galáxia NGC 6598 foi descoberta em 6 de Setembro de 1883 por Lewis A. Swift.